# Aérodrome d'Albina
L'aérodrome d'Albina, code IATA : ABN • code OACI : SMBN, est un aéroport desservant Albina, capitale du district de Marowijne au Suriname. C'est l'un des plus anciens aéroports du Suriname, en service depuis 1953, lorsque le Piper Cub (PZ-NAC) de Kappel-van Eyck nommé Colibri y a atterri en provenance de l'aéroport Zorg en Hoop de Paramaribo[réf. nécessaire].
La balise non directionnelle de Saint-Laurent-du-Maroni (Ident : CW) est située à 5 kilomètres (3,1 mi) au sud de la piste, de l'autre côté du fleuve Maroni en Guyane française.